# Lotus cruentus
Lotus cruentus là một loài thực vật có hoa trong họ Đậu. Loài này được Court miêu tả khoa học đầu tiên.